# Monica Spencer
Monica Spencer (4 de agosto de 1987) es una jinete neozelandesa que compite en la modalidad de concurso completo. Ganó una medalla de bronce en el Campeonato Mundial de Concurso Completo de 2022, en la prueba por equipos.

## Palmarés internacional
| Campeonato Mundial | Campeonato Mundial          | Campeonato Mundial | Campeonato Mundial |
| Año                | Lugar                       | Medalla            | Categoría          |
| ------------------ | --------------------------- | ------------------ | ------------------ |
| 2022               | Pratoni del Vivaro (Italia) | Medalla de bronce  | Por equipos        |